# 约翰·哈特
约翰·哈特（John Hart，1965年10月2日—），是一位美国惊悚小说作家。他的作品背景设在北卡罗莱纳，也是他出生和成长之地。

## 作品
哈特曾经两次获爱伦·坡奖，分别是2008年度的《顺流而下》和2010年的《最后的守護人》。
- 2006 The King of Lies
- 2007 Down River 《顺流而下》
- 2009 The Last Child 《最后的守護人》
- 2011 Iron House 《鐵山之家》